# 신지식인
신지식인은 대한민국 정부가 1999년 2월부터 선발한 인재로서 학력에 상관없이 지식을 활용 부가가치를 능동적으로 창출하는 사람으로 정의된다. 여기엔 기존의 사고 틀에서 벗어나 새로운 발상으로 자신의 일하는 방식을 개선·혁신하는 사람도 포함된다. 새로운 지식인을 뜻한다.

## 역사
과거에는 대통령 직속 제2의건국범국민추진위원회가 선발을 주관했으나 무분별한 선발의 악용의 문제점이 발견돼 정부부처인 행정자치부가 주관하게 되었다.
2006년 신지식인 육성 및 관리등의 효율적인 추진을 위해 각 부처로 재이관되어 부처별로 소관분야 신지식인이 운영되었으나,
2016년까지 정부에서 선발하는 신지식인은 해양수산부, 농림축산식품부가 전통을 이어가고 있다.

## 선발 방법
추천 방법은 각각의 시도지사가 신지식인 대상자를 발굴해 관련 정부기관에 보고 이에 대해 심의한 후 행정자치부에 각각 추천하는 것이다. 다만, 관련자나 선발되고 싶은자는 소속된 시, 도에 심의를 요구할 수 있어 개인 추천도 가능하다. 선발 기준은 정보 습득성, 창조적 적용성, 방법의 혁신성, 가치 창출성, 사회적 공유성에서 높은 점수를 받은 90여 명 내의 인재들이다.

## 행정자치부 장관의 인증
신지식인에 선발된 자는 매년 12월 정부중앙청사에서 행정자치부장관의 인증서를 수여 받는다. 대부분의 인재들이 관련 기관의 표창을 동시에 받는다. 이 중 뛰어난 업적이 존재하는 자는 관련기관 표창 대신에 대한민국 정부포상을 수여 받는다.

## 선발된 인원
총 3,227명이지만 대부분 대한민국 제2의건국범국민추진위원회가 선발했다. 이 중 274명은 선발기준이 강화된 2003년 이후 선발된 인사로서 행정자치부가 선발했다.

## 같이 보기
- 한국신지식농업인회
- 한국해양수산신지식인중앙연합회